# Cleistes mantiqueirae
Cleistes mantiqueirae är en orkidéart som beskrevs av Heinrich Gustav Reichenbach och Johannes Eugen ius Bülow Warming. Cleistes mantiqueirae ingår i släktet Cleistes, och familjen orkidéer. Inga underarter finns listade i Catalogue of Life.